# Île du Levant
Île du Levant, por vezes referida como Le Levant, é uma ilha da França no Mar Mediterrâneo ao largo da costa da Riviera Francesa, perto de Toulon. É uma das Îles d'Hyères. Tem 8 km de comprimento, 2 km de largura, com um total de pouco mais de 10 km² e 100 habitantes (2004), e fica no Golfo de Lião. Cerca de 90% da área da ilha está fechada ao público, sendo área militar e centro de ensaio de mísseis (Centre d'Essais de Lancement de Missiles) desde 1948.
Em 1931, Gaston Durville e André Durville, ambos médicos, estabeleceram a estância de Héliopolis, a primeira na Europa dedicada ao naturismo, no extremo ocidental da ilha, em zona de colinas dominada pelo Forte Napoleão. Há uma pequena escola, e uma delegacia ou representação da polícia, uma loja de comida (Le Bazar d'Héliopolis) e lojas de roupa que oferecem variedades de "le minimum", o código de vestes local. Há hotéis e bed-and-breakfasts, todos para naturistas.
O Bain de Diane e a Plage des Grottes (uma praia naturista) estão reservados para naturistas; a nudez é obrigatória nessas zonas. Estar nu é permitido e normal na área pública da ilha, exceto na vizinhança imediata do porto e da praça da vila. Nesses locais é preciso usar o que os franceses chamam "le minimum", normalmente um pareo ou uma tanga. 
Além de Héliopolis, a atração turística principal é é o Domaine des Arbousiers, uma reserva natural.
A ilha atinge-se por barco de Hyères e de Le Lavandou. Não há automóveis na ilha (exceto quatro veículos de serviço).

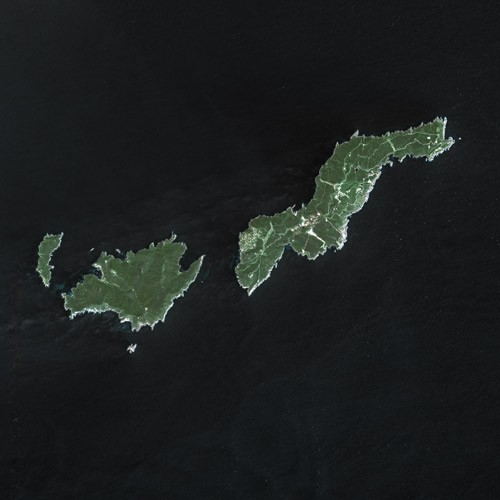
A Île du Levant é a maior (à direita) do arquipélago das Îles d'Hyères.

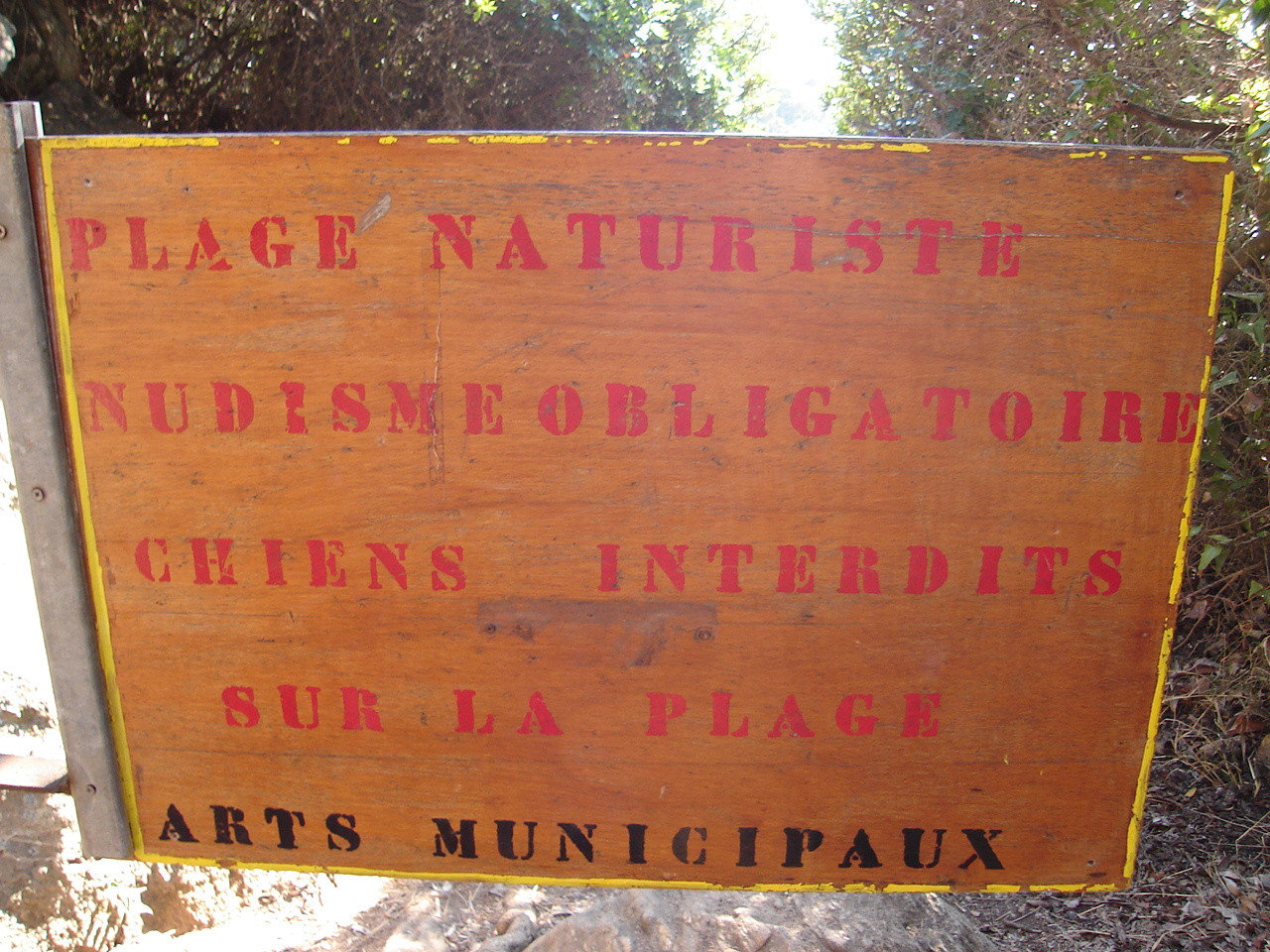
Cartaz à entrada da zona naturista

## Outras informações
- Houve antigamente presença de monges na ilha, pelo menos desde o século XV: há ruínas do seu mosteiro.
- Ferry está disponível de Hyères e Le Lavandou.
- Robert A. Heinlein escreveu sobre a ilha na sua novela Glory Road.